# Vrbina (přírodní rezervace)
Vrbina je přírodní rezervace v katastrálních územích Kameničná a Komárno v okrese Komárno v Nitranském kraji na Slovensku. Území bylo vyhlášeno v roce 1993 a jeho rozloha je 34,49 hektaru. Předmětem ochrany je v Podunajské nížině vzácný vrbovo-topolový lužní les s vodními biotopy, který je hnízdištěm ptáků.